# Steffen Kretz
Steffen Kretz (født 17. maj 1962) er en dansk journalist, kendt for sit mangeårige virke for DR.

## Karriere
Kretz blev uddannet på Danmarks Journalisthøjskole i 1988 efter praktik på Berlingske Tidende. Samme år blev han ansat på Ekstra Bladet og var korrespondent i New York for avisen fra 1991-1993. 
Steffen Kretz blev ansat i DR i 1993 som reporter på TV-Avisen. I 1995 var han tilknyttet DR Dokumentar og producerede programmet Nyhedspesten, der var en kritisk gennemgang af de internationale mediers overfladiske dækning af et sygdomsudbrud i Indien, der endte som en verdensomspændende sundhedskrise.
Fra 1996-2004 var Steffen Kretz vært og redaktør på DR's journalistiske flagskib Søndagsmagasinet, fra 1997 i samarbejde med Morten Løkkegaard. I samme periode var Kretz vært på TV-Avisens daglige nyhedsudsendelser og ofte ankermand på større aktuelle produktioner og fladeudsendelser, når DR sendte "breaking news".
I perioden fra 1998-2005 styrede Steffen Kretz DR's politiske Krydsilds-programmer, der blev sendt op til folketings- og EU-valg. Heri blev de politiske partiers ledere udspurgt, og programmets tone var skarp og researchen velunderbygget.[kilde mangler] Ved folketingsvalget i 2007 havde programmet ændret navn til "Mød Partierne" stadig med Steffen Kretz som udspørger.
Han blev i januar 2006 udstationeret i Mellemøsten som DR's korrespondent. Siden har han rapporteret til DR's TV- og radio-udsendelser om bl.a. Muhammed-krisen, krigen i Libanon og fra brændpunkter i regionen. 
Forinden havde Steffen Kretz produceret DR's internationale interviewserie, De Skrev Historie, der blev sendt på DR1 i efteråret 2005. Heri talte Kretz med ti verdensledere, der på hver sin måde havde skrevet historie med deres politiske beslutninger. Blandt de interviewede var Libyens leder, Muammar al-Gaddafi, USAs tidligere udenrigsminister Madeleine Albright, Sydafrikas tidligere præsident F.W. de Klerk og ærkebiskop Desmond Tutu, Ukraines præsident Viktor Jusjtjenko og Polens tidligere præsident Lech Walesa. Serien er ifølge DR solgt til udsendelse i en lang række lande verden over.
Kretz var i en længere periode redaktør og vært på DR-TV's populære udenrigsmagasin, Horisont. I 2008-09 var han DR's klimakorrespondent og rapporterede om resultaterne af den globale opvarmning fra mange steder i verden bl.a. Grønland, Mauretanien, Brasilien og USA. Fra 2010 har Kretz været både vært for TV Avisen og rejsende korrespondent i verdens brændpunkter.
Fra sommer 2017 er Kretz udnævnt til at være DR's korrespondent i Washington, hvorfra han skal dække USA til tv, radio og dr.dk.
Steffen Kretz er forfatter til bogen Brændpunkter – reporter på kanten af verden udgivet af People's Press i november 2010, samt til Storm på vej: 9 trin til at forstå Amerika i dag, udgivet på Turbine i oktober 2023.
Desuden er han en efterspurgt foredragsholder[kilde mangler].
I 2019 blev han optaget i Kraks Blå Bog.

## Privatliv
Kretz har to børn fra et tidligere ægteskab. 
Han blev i 2008 gift med kollegaen Lillian Gjerulf Kretz.
Han har en søn med Lilian Gjerulf Kretz, Alexander, og en datter, Helena. 